# Линкия
Линкия (лат. Linckia laevigata) — вид морских звёзд из семейства офидиастерид (Ophidiasteridae). Впервые описан в 1758 году шведским систематиком Карлом Линнеем.

## Распространение, описание
Обитает в водах от западной части Индийского океана до юго-восточной Полинезии в Тихом океане.
Иглокожее синего или светло-голубого цвета (пигмент линкиацианин). Тело имеет пять лучей с заострёнными концами. Вырастает до 30—40 см в диаметре (в условиях неволи — около 30 см).

## Образ жизни, экология

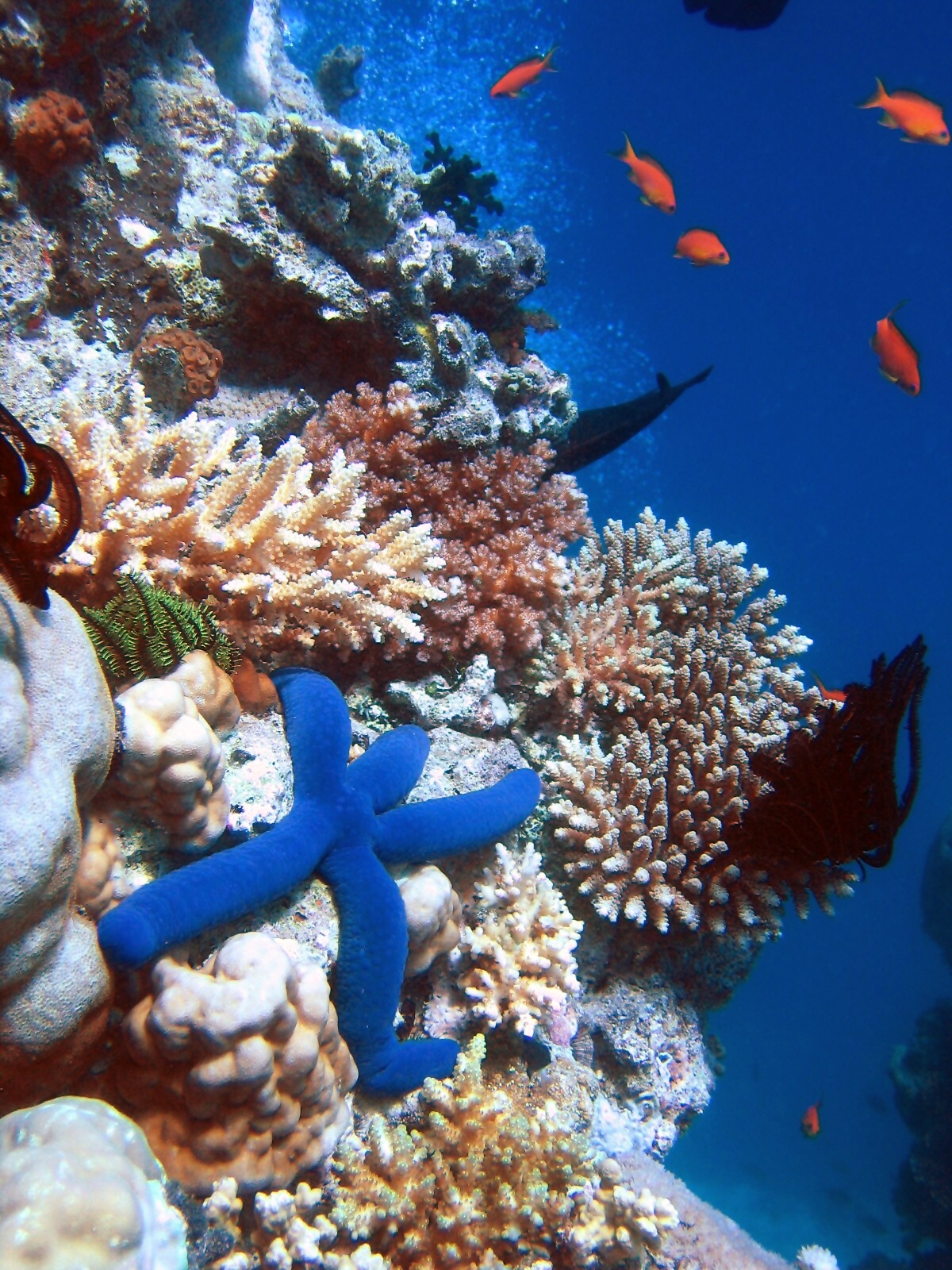

Обитает в основном на мелководье, встречается также на глубине до 50 м. Предпочитает жить поодиночке, ведя преимущественно ночной образ жизни.
Раздельнополое животное, хотя может размножаться и как гермафродит, особенно в неволе. Половой диморфизм выражен слабо. Нерест(?) проходит раз в год, в мае—августе. В дикой природе живёт долго — до 10 лет, в неволе же смертность высока, главным образом из-за привередливости Linckia laevigata к климатическим условиям.
Обладает высокой чувствительностью к изменениям окружающей среды (освещённость, температура воды) и к прикосновению. Всеядно: питается мёртвыми животными, мелкими беспозвоночными, детритом, морскими водорослями.
Синяя окраска призвана предупреждать потенциальных врагов о токсичности животного. В случае утраты части тела Linckia laevigata способна восстанавливать утраченный луч. На животном паразитируют Astroxynus culcitae, Stellicola flexilis, Stellicola illgi, Stellicola novaecaledoniae, Stellicola pollex, Stellicola semperi, Stellicola caeruleus.

## Культура, значение
Linckia laevigata изображалась на марках Уоллиса и Футуны.
Может содержаться в домашних аквариумах, хотя условия неволи переносит очень тяжело, редко доживая до двух лет. Проводятся испытания по использованию Linckia laevigata в качестве источника для недорогих противоопухолевых и противомикробных препаратов.

## Синонимика
Синонимичные названия:
- Linckia browni Gray, 1840
- Linckia crassae Gray, 1840
- Linckia hondurae Domantay & Roxas, 1938
- Linckia miliaris Muller & Troschel, 1840
- Linckia rosenbergi von Martens, 1866
- Linckia suturalis von Martens, 1866
- Linckia typus Nardo, 1834
- Ophidiaster clathratus Grube, 1865
- Ophidiaster crassa Gray, 1840
- Ophidiaster laevigatus Muller & Troschel, 1842
- Ophidiaster miliaris Muller & Troschel, 1842
- Ophidiaster propinquus Livingstone, 1932